# 宮浦真之
宮浦 真之（みやうら まさゆき、1996年7月15日 - ）は、日本の男子ローイング選手（ボート選手）。石川県出身。NTT-ME所属。2018年アジア競技大会金メダリスト。

## 略歴
石川県小松市立丸内中学校、石川県立小松明峰高等学校卒業後、
2015年に中央大学文学部教育学専攻に入学。
中央大学漕艇部主将
2018年、アジア競技大会（ジャカルタ・パレンバン）にて男子軽量級ダブルスカル優勝。
2019年、中央大学文学部卒業。NTT東日本（NTT-ME）所属・キャプテン。
2024年、5月1日に開催された日本ローイング協会の臨時理事会において、「第33回オリンピック競技大会（2024/パリ）」男子軽量級ダブルスカルの古田直輝・宮浦真之が、ローイング競技の内定選手として承認された。
2024年8月2日、ローイング男子軽量級ダブルスカルで、16チーム中14位（記録：6:30.93）の結果だった。　

## 主な戦績

### 国内大会
- 2023年全日本ローイング選手権大会 男子エイト 準優勝
- 2022年全日本選手権 男子エイト 優勝
- 2021年全日本選手権 男子クォドルプル 優勝 全日本社会人選手権 男子フォア 優勝
- 2020年全日本選手権 男子エイト 優勝
- 2019年全日本選手権 男子エイト 優勝 全日本社会人選手権 男子エイト 優勝 オックスフォード盾レガッタ 男子エイト 優勝 西日本選手権競漕大会 男子エイト 優勝 お花見レガッタ 男子舵手つきフォア 優勝
- 2018年全日本大学選手権 男子シングルスカル 優勝
- 2017年全日本選手権 男子エイト 3位 全日本大学選手権 男子エイト 3位
- 2016年全日本大学選手権 男子舵手なしフォア 優勝
- 2015年全日本大学選手権 男子舵手なしクォドルプル 3位[1]

### 国際大会
- 2023年アジア競技大会 （杭州）ボート競技 男子エイト 5位 アジア競技大会 ボート競技 男子軽量級ダブルスカル 5位 [10]、ワールドカップ第3戦 男子軽量級ダブルスカル 17位 ワールドカップ第2戦 男子軽量級ダブルスカル 11位
- 2022年世界選手権 男子軽量級ダブルスカル 21位
- 2019年アジア選手権 男子エイト 準優勝
- 2018年U23世界選手権 男子軽量クォドルプル 8位 アジア競技大会 男子軽量ダブルスカル 金メダル
- 2017年U23世界選手権 男子軽量クォドルプル 10位[1]

## 代表歴
- アジア競技大会（ジャカルタ・パレンバン）（2018年）
- アジア競技大会（杭州）（2023年）
- オリンピック（パリ）（2024年）[10]